# Pierre Fouesnant

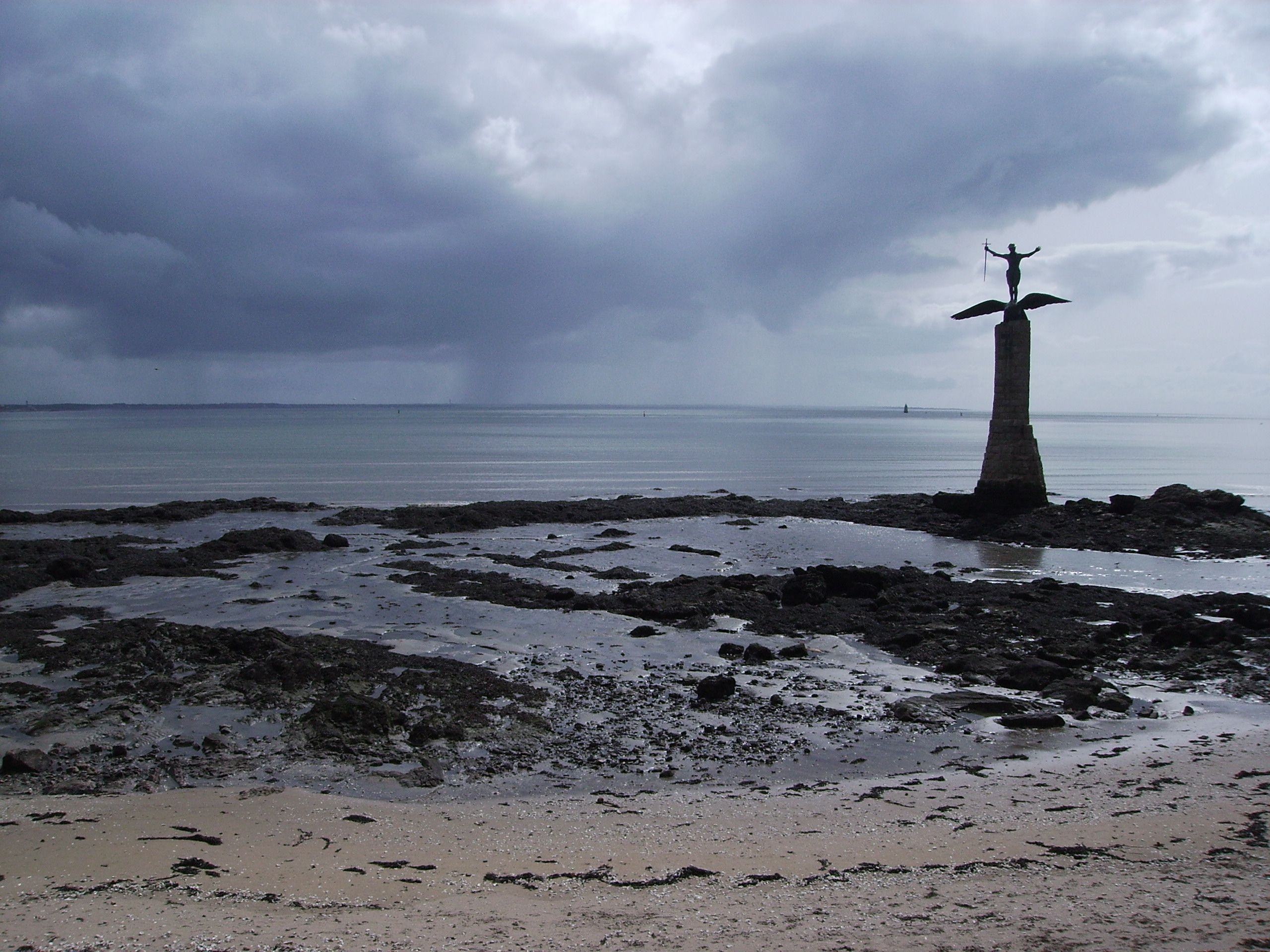
"Le monument aux Américains" in Saint-Nazaire.

Pierre Fouesnant (Lorient, 1943 - Carqueiranne, 25 november 2009) was een Frans kunstenaar en beeldhouwer.
In 1964 opende hij zijn eigen atelier voor kunstambachten en vanaf de jaren 1970 begon hij met beeldhouwen en stelde hij tentoon. Fouesnant werkte tijdens zijn loopbaan met diverse materialen, als brons, hout, steen en hars, zowel op grote als op kleine schaal. In 1988 maakte hij "Le monument aux Américains", een bronzen kunstwerk van 6,5 m hoog en 10 m omtrek, 100 m in de zee voor de stad Saint-Nazaire. Fouesnant had de laatste jaren zijn atelier in Le Pradet.